# Brunei
Brunei, formellt Brunei Darussalam (malajiska: Negara Brunei Darussalam, نڬارا بروني دارالسلام), är en liten stat i Sydostasien, bestående av två åtskilda områden på ön Borneos nordvästkust helt omslutna av den malaysiska delstaten Sarawak. Befolkningen uppgick 2013 till runt 415 000 invånare och det vanligaste språket är malajiska.
Brunei är ett ärftligt sultanat där sultanen (sedan 1967 Hassanal Bolkiah) i praktiken är envåldshärskare. Landet var ett brittiskt protektorat från 1888, fick inre självstyre 1959, och full självständighet 1984. Sedan 1990 har en statlig ideologi baserad på malajiska islamiska värderingar blivit alltmer omfattande. Olje- och gasresurser ger landet en relativt hög bruttonationalprodukt per invånare.

## Historia

### Tidig historia
Brunei var tidigt en viktig handelsplats i Sydostasien och knutpunkt för tidig handel mellan Kina och Borneo. Riket som kineserna kallade för Po-ni blev under 1300-talet en vasallstat till det expanderande hinduiska Majapahitriket. Från 1300-talet till 1500-talet hade Brunei sin storhetstid som ledande muslimsk sjömakt under dynastin Bolkiah, som har makten än i dag, och omfattade hela Borneo samt delar av nuvarande Filippinerna.

### Tidig modern och modern tid
Från 1500- och 1600-talen och framåt drabbades Brunei av ökande förfall, sjöröveri blev en allt större plåga och europeiska utforskare åtföljdes snart av koloniala erövringar. 1578 förklarade Spanien krig och intog dåvarande huvudstaden Kota Batu, men kriget avslutades utan landavträdelser eller att Brunei förlorade sin självständighet. Däremot hindrades Brunei från att expandera sitt inflytande till angränsande Spanska Filippinerna. På 1800-talet blev det istället Storbritannien som blev det största utländska hotet. 1841 fick den dåvarande sultanen hjälp av den brittiske utforskaren James Brooke att slå ner ett uppror och röja undan hotet från sjörövare och i gengäld erhöll Brooke titeln raja av Sarawak. James Brooke utropade sig därefter till härskare av det självständiga Kungariket Sarawak och under han och hans ättlingar, de så kallade vita rajorna, övertog Sarawak mer och mer land från Brunei. Panikslagen över det ständigt inkräktande grannlandet bad sultan Hashim Jalilul Alam Aqamaddin år 1888 om brittiskt stöd och Brunei omvandlades till ett brittiskt protektorat. 1890 annekterade Sarawak utan brittiska invändningar Limbang vilket reducerade Brunei till dagens storlek, splittrat i två geografiskt avskilda delar. 1906 började den brittiska regeringen sända residenter till Bruneis hov vilket befäste den brittiska kontrollen över landets politik.
16 december 1941 landsattes 10 000 japanska soldater i Kuala Belait som efter 10 dagar hade ockuperat hela landet. Sultan Ahmad Tajuddin fick sitta kvar på tronen av den japanska ockupationsmakten men saknade politisk makt. Brunei fick inre självstyrelse 1959 i och med att den brittiska regeringen godkände landets första författning och slutade sända rådgivande residenter till hovet. Sultan Omar Ali Saifuddin III var inledningsvis för en anslutning till Malaysia men efter Bruneirevolten 1962, som slogs ner med hjälp av brittiska trupper från Singapore, ändrade han åsikt och Brunei förblev under brittiskt beskydd till självständigheten 1984. Sultanen har alltsedan dess absolut makt och författningen från 1959 har delvis satts ur spel.

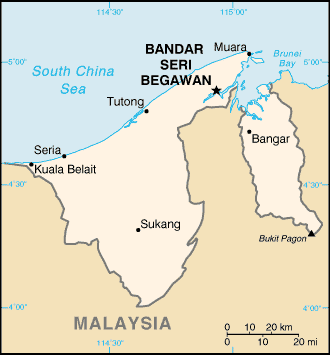
Engelskspråkig karta över Brunei.

## Geografi

### Topografi och hydrografi
Brunei består av två icke sammanhängande delar omgivna av Malaysia med en 161 km lång kust mot Sydkinesiska sjön. Högsta berget är det 1850 m höga Bukit Pagon i södra Temburong.

### Klimat
Brunei har ett ekvatorialtropiskt klimat med höga temperaturer med hög luftfuktighet. Det faller mycket regn året om och landet täcks till stor del av regnskog.

## Styre och politik

### Författning och styre
Brunei är en absolut monarki där sultanen i praktiken utövar obegränsad makt enligt bestämmelserna för undantagstillstånd i 1959 års författning. Landet har befunnit sig under ett kontinuerligt undantagstillstånd ända sedan Bruneirevolten 1962. Sittande statschef är sultan Hassanal Bolkiah, vars dynasti har styrt Brunei sedan 1400-talet. Sultanen bistås av flera råd i frågor om t.ex. tronföljd och religionspolitik och det finns även ett kabinett, som han själv leder i egenskap av premiärminister.
Ett parlament föreskrivs i författningen, Lagstiftande rådet, men detta upplöstes omedelbart efter självständigheten 1984. Det sammankallades igen i september 2004 och möts därefter regelbundet en gång om året för att diskutera statsbudgeten. Samtliga ledamöter utses av sultanen och inga allmänna val har hållits sedan 1962. Politiska partier är tillåtna men de som inte är lojala till sultanen riskerar att upplösas.

### Administrativ indelning
Brunei består av fyra distrikt, daerah som i sin tur är indelade i trettioåtta mukims.
- Belait, (Kuala Belait)
- Brunei-Muara, (Bandar Seri Begawan)
- Temburong, (Bangar)
- Tutong, (Tutong)

### Rättsväsen
Brunei införde sharialagar onsdagen den tredje april 2019. Sharialagarna innebär bland annat dödsstraff genom stening eller piskning för otrohet och homosexualitet. Stöld skall enligt sharialagen bestraffas med amputering. Efter den första stölden amputeras den högra handen, och efter den andra stölden amputeras den vänstra foten. Förändringarna i strafflagen gäller dock enbart muslimer.

### Internationella relationer
Fram till 1979 sköttes landets utrikespolitik av Storbritannien och direkt vid självständigheten 1984 inträdde Brunei som medlem i Samväldet. Landet är också medlem i Islamiska konferensorganisationen, APEC och ASEAN. Landet värnar de bilaterala relationerna med de nära grannländerna samt Storbritannien, USA, Japan, Kina och Australien.
Brunei har en territorialdispyt med Malaysia rörande främst landets anspråk på Limbang som man hävdat ända sedan 1890. Brunei och Malaysia hävdar också båda överhöghet över några små öar mellan Brunei och Labuan, inklusive ön Kuraman, men dessa är internationellt erkända som tillhörande Malaysia. Därutöver är Brunei ett av många länder som yrkar anspråk på de omdiskuterade Spratlyöarna i Sydkinesiska sjön.

### Försvar
Bruneis försvarsmakt, Angkatan Tentera Diraja Brunei (ATDB), består av armén, marinen och flygvapnet. All personal är yrkessoldater. ATDB har två infanteribrigader och en robotbåtsflottilj. Flygvapnet är utrustat med helikoptrar för armé- och marinsamverkan, samt med patrullflygplan för havsövervakning.
Brunei har ett försvarsavtal med Storbritannien och en brittisk gurkhabataljon är stationerad i oljedistriktet.

## Ekonomi och infrastruktur

### Näringsliv

#### Jord- och skogsbruk, fiske
Jordbruk och fiske har minskat i betydelse i Brunei. Jordbruket bedrevs 2024 främst som en binäring, och mer än 80 procent av landets livsmedel måste importeras. Som en del av sin strategi för livsmedelsförsörjning har staten köpt en 5 858 km² stor boskapsfarm i Australien. Tidigare var gummiproduktion en viktig näring, men den har nästan helt upphört.

#### Energi och råvaror
Oljefyndigheter började utvinnas 1929 och har varit avgörande för Bruneis ekonomiska framgång. Olja och naturgas står för cirka 90 procent av exportinkomsterna och utgör grunden för landets rikedom. Brunei kallas ibland "the shellfare state" som en anspelning på inkomsterna från oljebolaget Shell.

#### Industri
Industrin i Brunei är relativt begränsad. År 2010 invigdes en stor metanolfabrik, vilket var ett steg mot att bredda ekonomin. Det finns också långtgående planer på att bygga kraftverk i regionen Sungai Liang. Trots dessa initiativ är industrins utveckling fortfarande begränsad i jämförelse med olje- och gassektorn.

#### Tjänster och turism
Den kinesiska minoriteten är dominerande inom handelslivet, medan malajerna huvudsakligen arbetar inom den offentliga sektorn, där 40–50 procent av arbetskraften är anställd. Bruneis ekonomiska resurser förvaltas främst i banker snarare än att investeras i utveckling av nya sektorer. Turismen är ännu inte en stor inkomstkälla och har inte prioriterats i samma utsträckning som andra ekonomiska områden.

### Infrastruktur

#### Transporter
Brunei har inga nationella järnvägar, men Brunei Shell Petroleum Co. driver en 13 km lång järnväg mellan Seria och Badas. Längs kusten finns ett relativt bra vägnät, men det inre av landet har begränsad vägförbindelse. I inlandet används floder som de viktigaste transportlederna. Sjöfart har traditionellt spelat en stor roll för kommunikation och handel, där hamnen i Muara är den viktigaste. Landet har också en internationell flygplats belägen i huvudstaden.

#### Utbildning
I Brunei är utbildningen obligatorisk i tolv år och består av sju år i grundskolan (inklusive ett år förskola) och fem år i högstadiet, följt av två år på gymnasiet. Utbildningen är kostnadsfri för alla medborgare, inklusive högre studier. Systemet regleras av utbildningsdepartementet och det religiösa departementet.
Utbildningen följer en nationell läroplan som prioriterar läs- och skrivkunnighet, matematik och naturvetenskap. Engelska är huvudspråk i skolorna, men malajiska, arabiska och kinesiska används också i vissa institutioner. År 2018 gick 93 procent av barnen i grundskolan och 82,6 procent i gymnasiet, medan 31 procent var inskrivna i högre utbildning.
Högstadiet avslutas med en examen som avgör elevens framtida studieväg, medan gymnasieutbildningen förbereder för högre studier. Brunei har fyra högre utbildningsinstitutioner som erbjuder program på kandidat- och masternivå. Analfabetismen är låg och beräknades till under tre procent år 2018.

## Befolkning

### Demografi

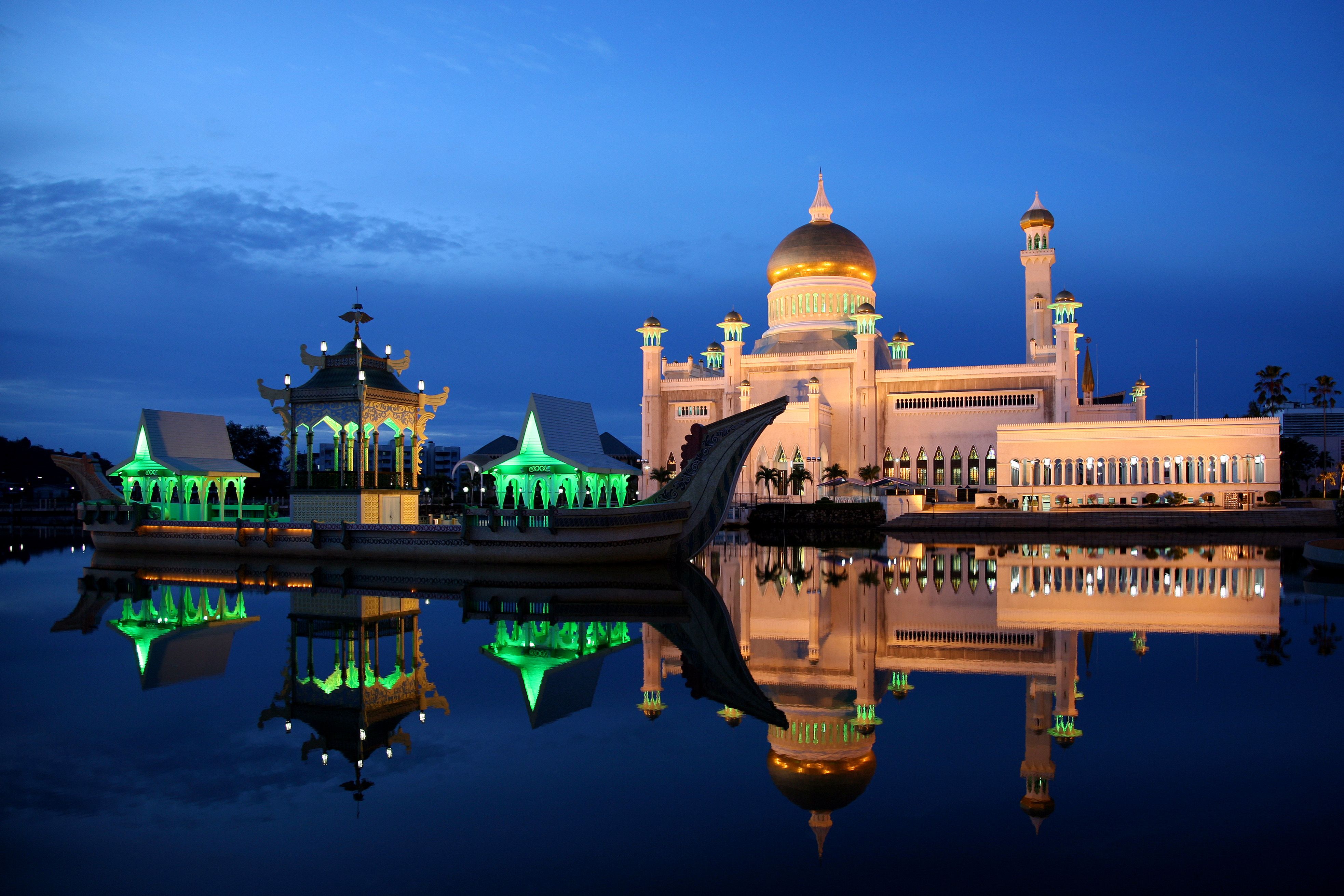
Sultan Omar Ali Saifuddin-moskén i Brunei.

#### Större städer
Förutom huvudstaden Bandar Seri Begawan finns två större städer i landet, hamnstaden Muara och den oljeproducerande staden Seria.[källa behövs]

#### Urbanisering
Merparten av Bruneis befolkning är koncentrerad till områden längs kusten. I den östra enklaven Temburong bor endast omkring 10 000 personer. Huvudstaden Bandar Seri Begawan har en befolkning på cirka 100 700 invånare. De oljerika städerna Kuala Belait och Seria har 31 178 respektive 30 097 invånare (2017). Totalt sett bodde 78,6 procent av befolkningen i urbana områden år 2021.

#### Minoriteter
Ungefär en tredjedel av befolkningen är malajer, och den viktigaste minoriteten, cirka 15 % av befolkningen, är kineser. I inlandet bor ursprungsfolken dajaker, bisaya, murut och kedayan.[källa behövs]

#### Migration
Det finns en stor befolkning bestående av tillfälliga bosättare från Storbritannien och Australien. Gästarbetare från andra delar av Asien utgör en stor del av landets arbetskraft.[källa behövs]

### Språk
Det officiella språket i Brunei är malajiska. Engelska och kinesiska används dock i stor utsträckning i både vardagsliv och affärssammanhang. En mindre del av befolkningen talar olika austronesiska språk.

### Religion
Islam är statsreligion och sultanen är landets andliga ledare. Runt 2/3 av befolkningen bekänner sig till islam, andra större religioner är buddhism (13 %) och kristendom (ca 10 %). 7 % av befolkningen, mestadels kineser, tillhör ingen trosuppfattning och runt 2 % av befolkningen, ursprungsfolken, bekänner sig till inhemska religioner.
I april 2014 meddelade sultan Hassanal Bolkiah att man stegvis skulle börja införa mycket strikta sharialagar i straffrätten, varav många även skulle gälla för icke-muslimer, vilket skulle innebära en dramatisk inskränkning av religionsfriheten i landet. Det är oklart hur sådana lagar skulle kunna upprätthållas genom landets existerande rättssystem.

## Kultur

### Massmedier

#### Press
I Brunei är spridningen av tidningar begränsad. Den enda dagstidningen är den engelskspråkiga Borneo Bulletin, som grundades 1953. Utöver denna finns ett antal tidningar på malajiska som ges ut mer sporadiskt.

#### Radio och television
Det statliga mediebolaget Radio and Television Brunei (RTB), som etablerades 1957, driver två radiokanaler som sänder på malajiska, kinesiska och engelska. RTB ansvarar också för två TV-kanaler med program på malajiska och engelska. Ungefär hälften av TV-utbudet består av importerade program från länder som USA, Storbritannien, Malaysia och Australien.

## Internationella rankningar
| Organisation                                | Undersökning                   | Rankning   |
| ------------------------------------------- | ------------------------------ | ---------- |
| Heritage Foundation/The Wall Street Journal | Index of Economic Freedom 2019 | 63 av 180  |
| Reportrar utan gränser                      | Pressfrihetsindex 2019         | 156 av 180 |
| Transparency International                  | Korruptionsindex 2018          | 31 av 180  |
| FN:s utvecklingsprogram                     | Human Development Index 2018   | 43 av 189  |
| Freedom House                               | Freedom in the World 2023      | 28 av 100  |